# Shaliu (köpinghuvudort i Kina, Zhejiang Sheng, lat 29,15, long 121,40)
Shaliu (kinesiska: 沙柳, 沙柳镇) är en köpinghuvudort i Kina. Den ligger i provinsen Zhejiang, i den östra delen av landet, omkring 170 kilometer sydost om provinshuvudstaden Hangzhou. Antalet invånare är 11 420. Befolkningen består av 5 693 kvinnor och 5 727 män. Barn under 15 år utgör 18,0 %, vuxna 15-64 år 67 %, och äldre över 65 år 14,0 %.
Närmaste större samhälle är Haiyou, 3,9 km sydväst om Shaliu. I omgivningarna runt Shaliu växer huvudsakligen savannskog.
Genomsnittlig årsnederbörd är 2 140 millimeter. Den regnigaste månaden är augusti, med i genomsnitt 364 mm nederbörd, och den torraste är januari, med 70 mm nederbörd.